# Mirollia quadripunctata
Mirollia quadripunctata is een rechtvleugelig insect uit de familie sabelsprinkhanen (Tettigoniidae). De wetenschappelijke naam van deze soort is voor het eerst geldig gepubliceerd in 1990 door Ingrisch.